# 真吉斯·查武舍维奇
真吉斯·查武舍维奇（1987年11月26日—）是一位斯洛文尼亞足球運動員。在場上的位置是前鋒。他現在效力於瑞士足球超級聯賽球隊聖加倫足球俱樂部。他也代表斯洛文尼亞國家足球隊參賽。